# Josef Škop
Josef Škop (* 5. března 1979) je bývalý český fotbalista.

## Fotbalová kariéra
V české lize hrál za FK Viktoria Žižkov. Nastoupil ve 1 ligovém utkání. Gól v lize nedal.

## Ligová bilance
| Ročník                          | Zápasy | Góly | Klub               |
| ------------------------------- | ------ | ---- | ------------------ |
| 1. česká fotbalová liga 1996/97 | 1      | 0    | FK Viktoria Žižkov |
| CELKEM 1. liga                  | 1      | 0    |                    |